# Popina (otok)
Otok Popina je rumunjski otok u sjevernom dijelu jezera Razelm (Razim). Otok se proteže na 98 ha i zaštićeni je rezervat, gdje se nalazi važno područje za gniježđenje patki. Jezero Razelm najveće je prirodno jezero u Rumunjskoj, i najveće stalno vodeno prostranstvo u delti Dunava, odvojeno od Crnog mora s dva dugačka žljeba, te se ulijeva u jezero Golovița kroz 3.1 km dug kanal prema jugu.

## Fauna
Otok Popina je važno odmorište za ptice selice i gnijezdilište utve (Tadorna tadorna). U proljeće se ovdje mogu sresti močvarne i šumske ptice kao što su: slavuji (Luscinia megarhynchos), velika ševa (Melanocorypha calandra ) i dr. Faunu beskralježnjaka čine rariteti poput europske crne udovice (Latrodectus tredecimguttatus) i goleme stonoge (Scolopendra cingulata).

## Geologija
Geološki gledano, otok Popina sastoji se od trijaskih vapnenaca. Neki su dijelovi prekriveni lesom.

## Vanjske poveznice
|  | Zajednički poslužitelj ima još gradiva o temi Popina (otok) |